# Михаилиду, Домна
Домна Михаилиду (греч. Δόμνα Μιχαηλίδου; род. 13 ноября 1987, Пирей) — греческий политик, экономист, депутат Парламента Греции, министр труда и социальной защиты во втором кабинете Кириакоса Мицотакиса.

## Биография
Михаилиду изучала экономику в Йоркском университете и получила степень магистра в Кембриджском университете. В том же университете получила степень доктора философии.
Михаилиду занималась исследованиями экономического развития, финансовых кризисов и государственных финансов. Являлась советником лидера «Новой демократии» Кириакоса Мицотакиса в области структурных реформ, макроэкономического роста и финансовых рынков.
В 2016 году в издательстве Palgrave Macmillan вышла её книга The Inexorable Evolution of Financialisation: Financial Crises in Emerging Markets («Неумолимая эволюция финансиализации: финансовые кризисы на развивающихся рынках»). Михаилиду публиковалась в академических журналах (The Lancet, Journal of International Development, Health Policy and Planning), а также в электронных и печатных СМИ (таких как Project Syndicate, BBC и ряде греческих СМИ). В 2016 году участвовала в составлении годового отчёта ОЭСР по Греции , а в 2017 году — в составлении специального доклада той же организации по оценке конкуренции в греческой экономике.

### Политическая деятельность
С 8 июля 2019 года по 25 мая 2023 года занимала должность заместителя министра труда и социальных вопросов в первом правительстве Кириакоса Мицотакиса.
На майских и июньских выборах в парламент Греции в 2023 году была избрана депутатом по партийным спискам «Новой демократии». После выборов 27 июня 2023 года заняла должность заместителя министра образования, по делам религий и спорта во втором правительстве Кириакоса Мицотакиса.
В связи с изменениями в кабинете Мицотакиса 4 января 2024 года заняла должность министра труда и социальной защиты.